# Gerichtsbezirk Mattighofen

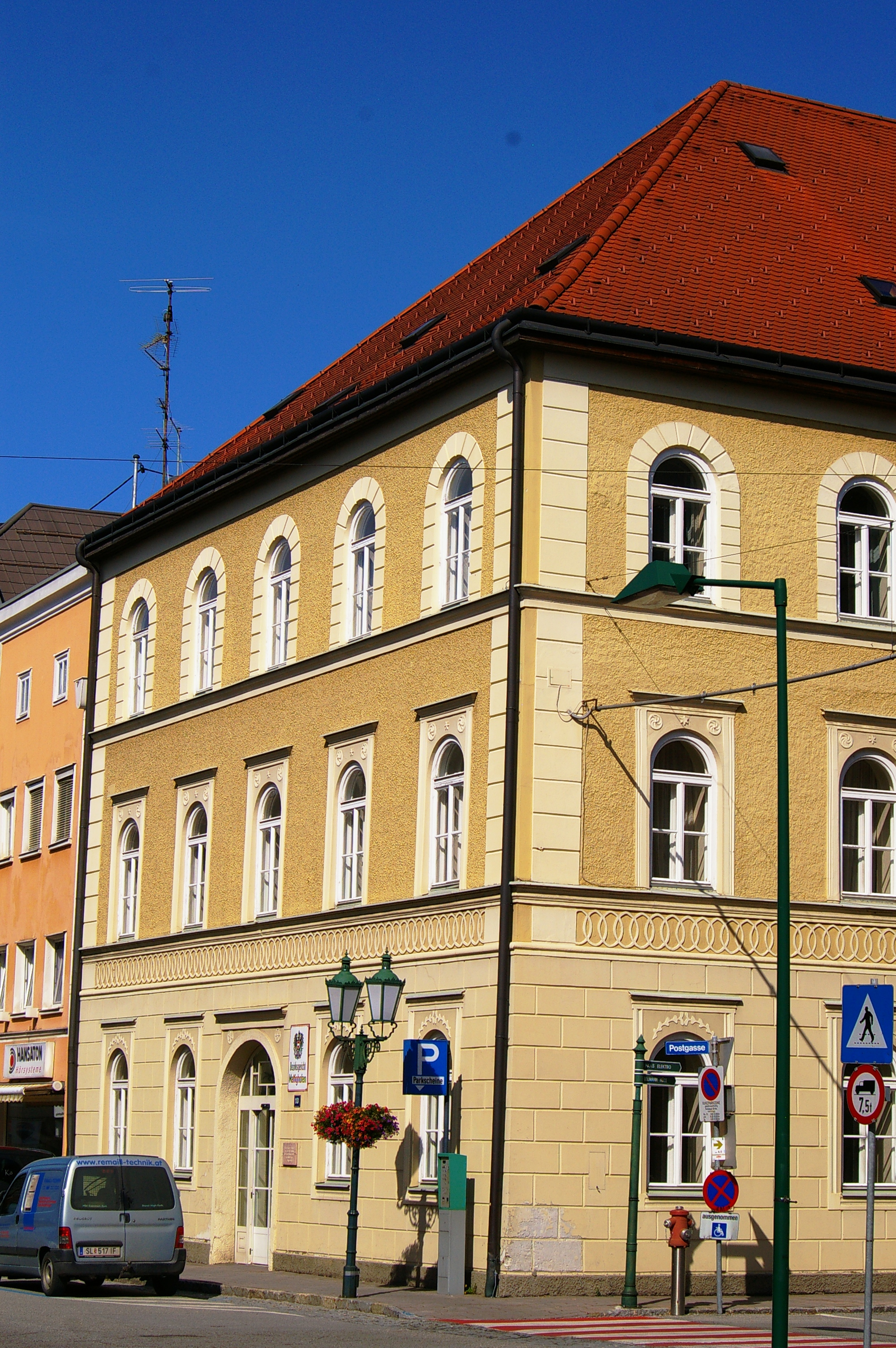
Bezirksgericht Mattighofen

Der Gerichtsbezirk Mattighofen ist ein dem Bezirksgericht Mattighofen unterstehender Gerichtsbezirk im politischen Bezirk Braunau am Inn (Bundesland Oberösterreich). Der Gerichtsbezirk ist neben dem Gerichtsbezirk Braunau am Inn einer von zwei Gerichtsbezirken im politischen Bezirk Braunau am Inn.

## Geschichte
Der Gerichtsbezirk geht auf das „Gericht Mattighofen“ zurück, das ursprünglich dem Herzogtum Bayern unterstand und dem Pflegegericht Braunau zugehörig war.
Im Zuge des Bayerischen Erbfolgekrieges musste Bayern jedoch 1779 das Innviertel durch den Frieden von Teschen an Österreich abtreten. Das Gebiet wurde in der Folge Teil von Österreich ob der Enns.
Dem Bezirksgericht unterstanden ursprünglich 15 Gemeinden:
Auerbach, Feldkirchen bei Mattighofen, Jeging, Kirchberg bei Mattighofen, Lengau, Lochen am See, Maria Schmolln, Mattighofen, Munderfing, Palting, Perwang am Grabensee, Pfaffstätt, Pischelsdorf am Engelbach, St. Johann am Walde und Schalchen.
Zusätzlich trat der Gerichtsbezirk Mauerkirchen 1898 die Ortschaften Breitenberg, Bucheck, Gstocket, Haslau, Schweigesreit, Sollach und Winkelpoint (damals Gemeinde Höhnhart) an die neu gebildete Gemeinde Maria Schmolln im Gerichtsbezirk Mattighofen ab.
Mit der Bezirksgerichts-Verordnung der österreichischen Bundesregierung wurde am 12. November 2002 die Auflösung des Gerichtsbezirkes Wildshut und die Zuweisung des Gebietes zum Gerichtsbezirk Mattighofen beschlossen. Mit dem 1. Jänner 2005 trat die Verordnung in Kraft.
Die im Sinne der Verwaltungsreform sowie Budgeteinsparungen diskutierte Schließung von Bezirksgerichten betrifft den Standort Mattighofen nach Aussage des Oberlandesgerichtspräsidenten Johannes Payrhuber nicht, da Mattighofen im Gegensatz zu anderen Bezirksgerichten mit drei Richterstellen ausgestattet ist.

## Gerichtssprengel
Seit 2005 umfasst der Gerichtsbezirk Mattighofen die oben genannten 15 und die folgenden 10 Gemeinden:
Eggelsberg, Franking, Geretsberg, Haigermoos, Hochburg-Ach, Moosdorf, Ostermiething, St. Pantaleon, St. Radegund und Tarsdorf.